# ترامواهای نوستالژی استانبول
ترامواهای نوستالژی استانبول (انگلیسی: Istanbul nostalgic tramways) دو خط تراموا به سبک قدیمی و تاریخی در شهر استانبول
، ترکیه است.
این تراموا در خط تی۲ دارای ۵ ایستگاه و ۱٫۶ کیلومتر و در خط تی۳ دارای ۱۰ ایستگاه و ۲٫۶ کیلومتر طول می‌باشد.
خط تی۲ که در بخش اروپایی استانبول قرار دارد در سال ۱۹۹۰ در حد فاصل میدان تکسیم و تونل (بی‌اوغلو) راه‌اندازی شده‌است.

## نگارخانه

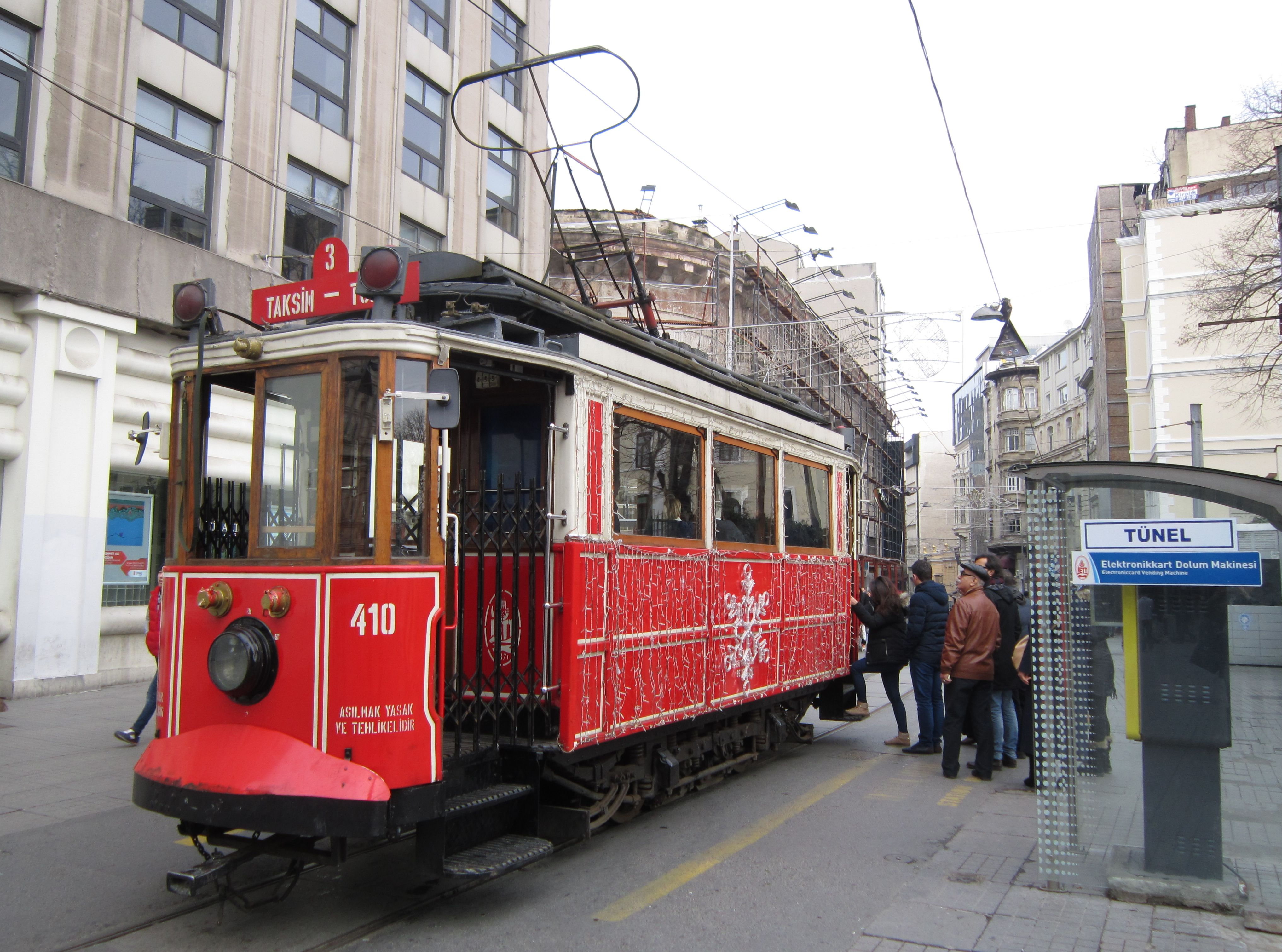
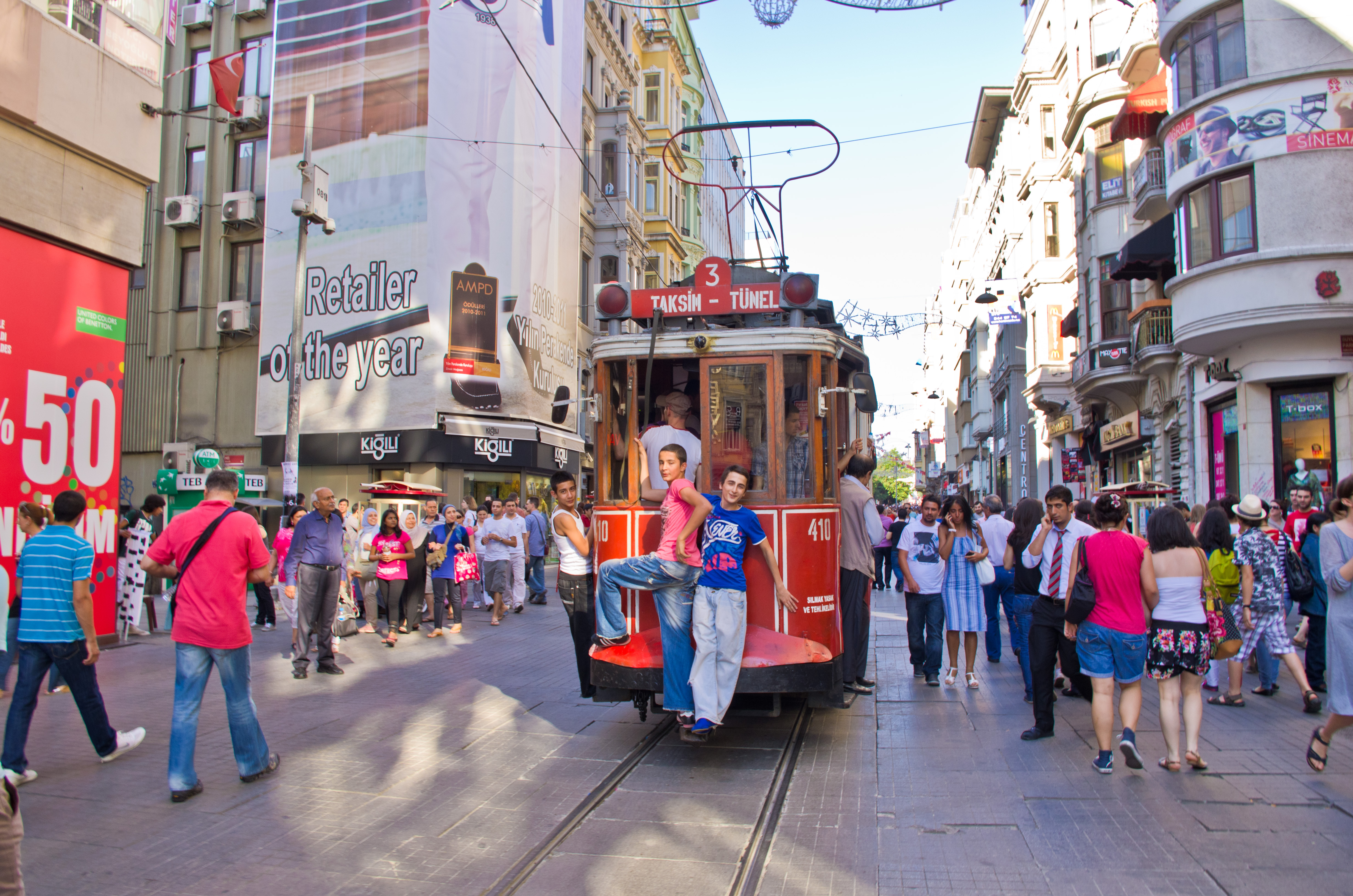
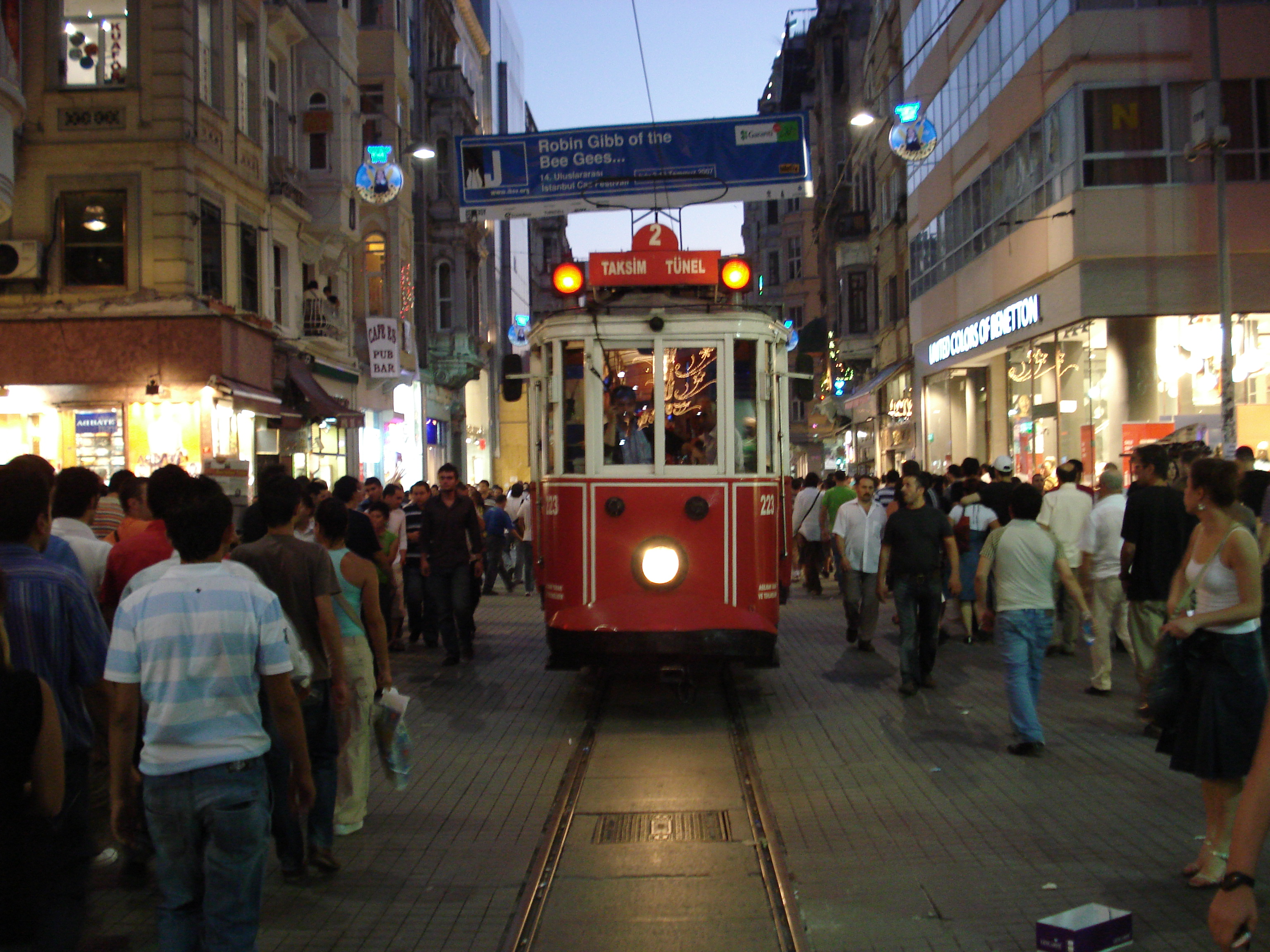
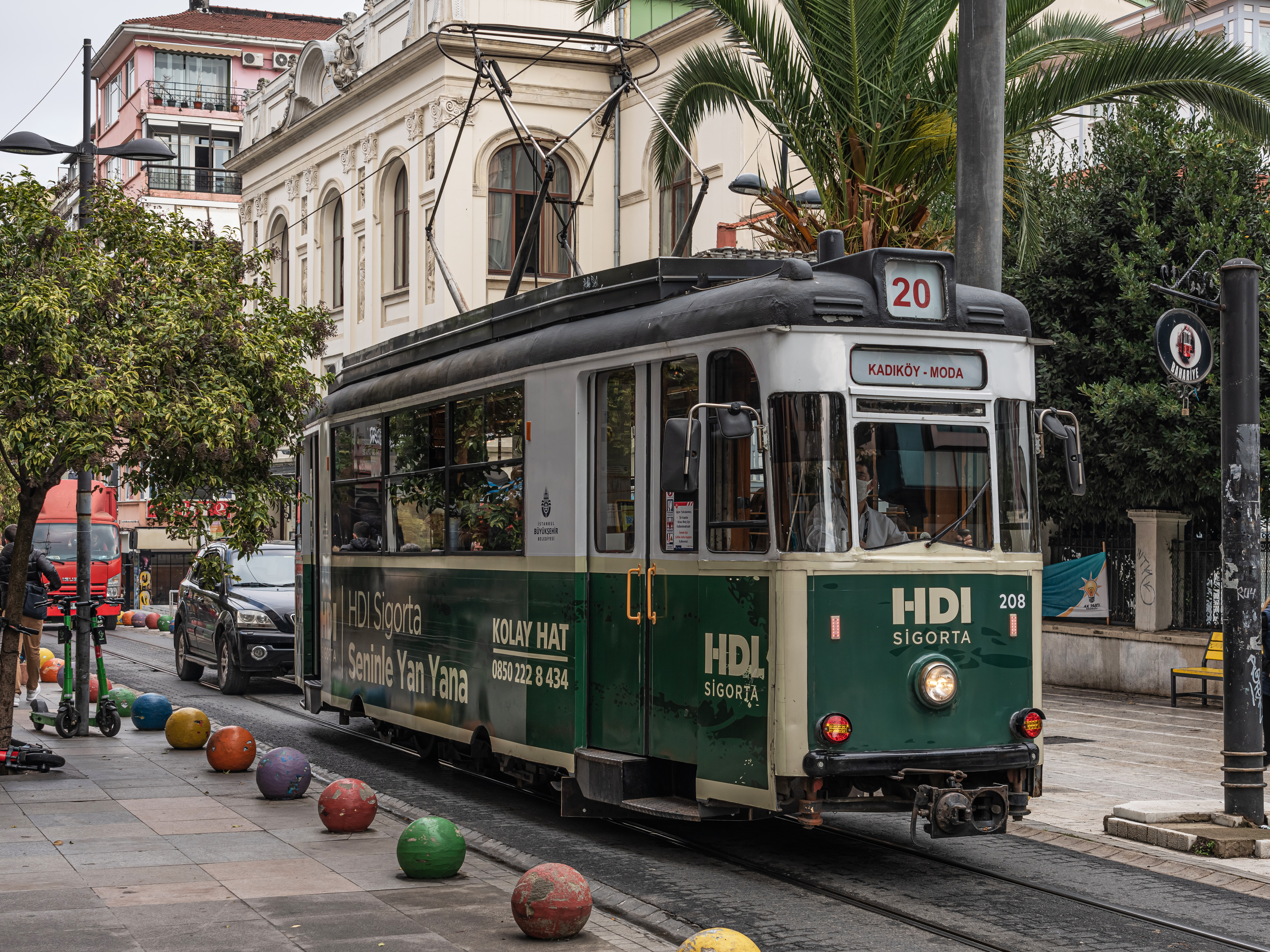